# 清原宣賢
清原 宣賢（きよはら の のぶかた）は、戦国時代の公卿・学者。従二位・吉田兼倶の三男。明経博士・清原宗賢の養子。官位は正三位・侍従、贈正二位。

## 経歴
文明7年（1475年）吉田神社祠官神道家・吉田兼倶の三男として誕生。明経博士だった清原宗賢の養子として入る。
主水正・大炊頭・六位蔵人を経て、明応9年（1500年）従五位下に叙爵。直講を兼ねて宮中に仕えて講義を行い、明経道を整理して和漢にわたる著作をおこなう。
文亀元年（1501年）閏6月26日、少納言に補任されたものの、そのために後柏原天皇の不興を買うこととなった。清原家の少納言任官の先例はあったものの、大外記を経ずして少納言になった例はないとして公卿らからは家職を疎かにして家格向上を図るものだとして激しく批判された。それにもかかわらずこの任官が実現したのは武家執奏を通じたものなので朝廷には拒否という選択肢がなかったためであり、勅許を下した後柏原天皇は宣賢からの大炊頭・主水正を息子に譲りたいという申し出を拒絶し、養父・宗賢は恐懼することとなった。12月に従前の昇進ルートを遵守するという誓約書を宣賢が提出したことで、ようやく勅勘は解かれることとなった。
文亀3年（1503年）10月30日、宗賢の死去により清原家当主を継ぐ。
永正5年（1508年）7月6日、足利義尹の将軍宣下に際し、典薬頭・丹波親康と席次を争っている。
大永元年（1521年）従三位に叙せられて公卿に列すとともに、20年に亘って務めた少納言から退いた。大永2年（1522年）侍従に任ぜられ、大永6年（1526年）正三位に至る。享禄2年（1529年）2月に二位昇叙を願い出たが、過分のこととして勅許を得ることはできず実現はしなかった。同月11日に嫡子・業賢が局務に任じられたのと同日、大徳寺で出家・剃髪。号は環翠軒、法名は宗尤を名乗った。
出家と同月の16日、越前国へ下向。越前朝倉氏当主・朝倉孝景のもとに滞在したほか、能登の畠山義総にも招かれて『蒙求』の講義をしている。地方下向の背景には、当時の一般的な公家同様、経済的困窮があったと指摘されている。
天文19年（1550年）7月12日に越前国一乗谷にて死去。享年76。一乗谷朝倉氏遺跡から彼の墓石である五輪塔の地輪が発見されている。福井市徳尾の禅林寺にある墓所は福井県指定史跡となっている。

## 業績
国学者・儒学者として多くの著作があるが、そのなかでも各種の抄物（『職原私抄』『日本書紀神代巻抄』『伊勢物語惟清抄』等）は現在も多く伝わり、日本における古典研究の基礎資料となっている。なお、清原家は四代後の秀賢から舟橋家を称したため、宣賢を船橋大外記宣賢と記した史料もある。
宣賢は自らの研鑽や講義手控の作成にあたって、先人の講義聞書や注釈を探求し、それを丁寧に書写したことで、一時代前の人々の口語が資料として残されることになった。その作業で集めた先人の聞書や注釈書を自らの手控に取り入れる際に、宣賢は文語文体で簡略にまとめ直している。そうした数多く残る宣賢の講義聞書は、日本語学史上において、貴重な口語資料群となっているが、いまだ未開拓の分野もある。

## 官歴
注記のないものは『公卿補任』による。

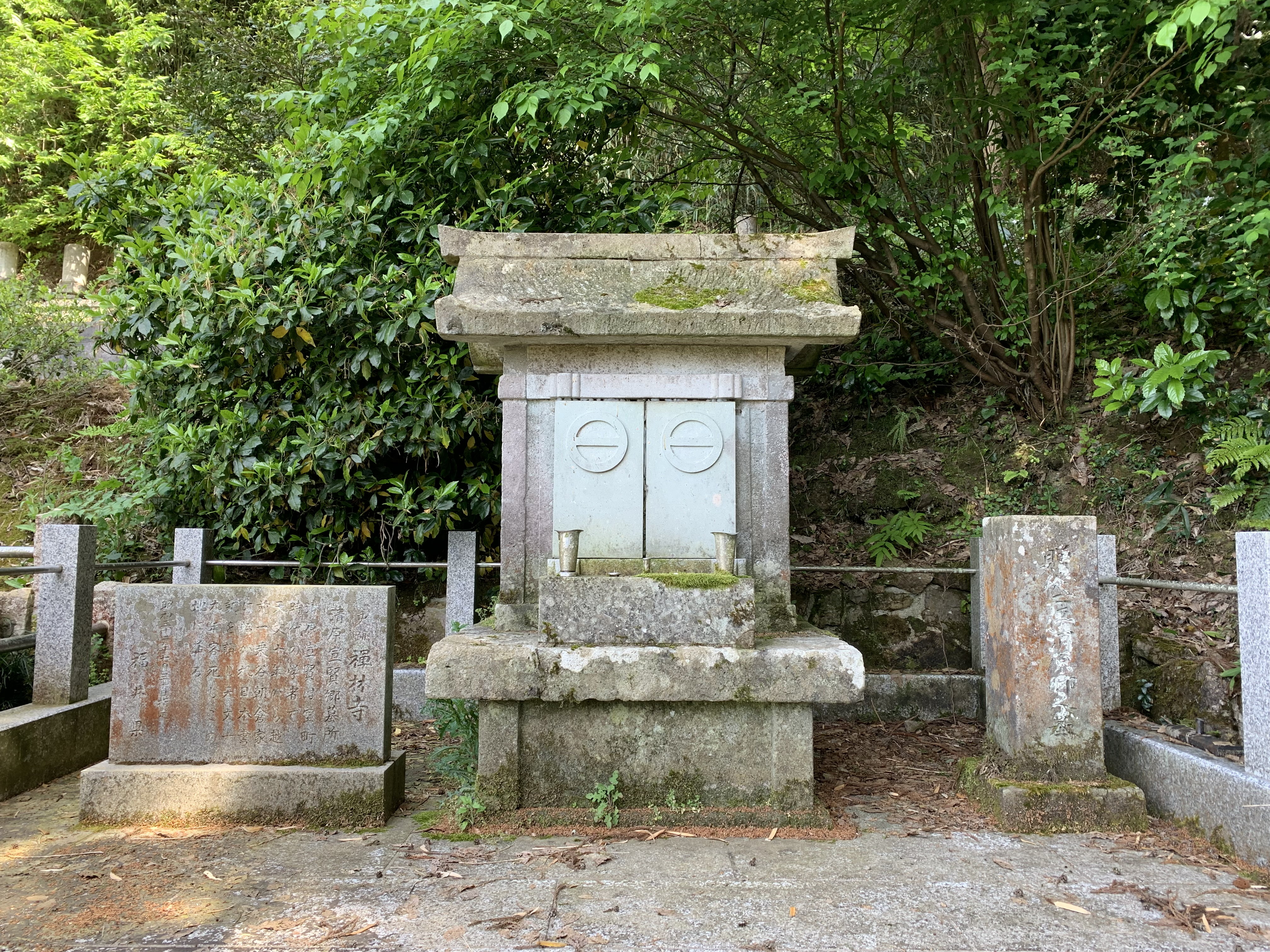
清原宣賢の墓
禅林寺（福井県福井市徳尾）

- 文明12年（1480年） 3月29日：主水正[1][14]
- 文明16年（1484年） 9月5日：大炊頭[1][14]
- 文明18年（1486年） 7月12日：六位蔵人[14]
- 明応9年（1500年） 6月28日：従五位下[4]
- 明応10年（1501年） 2月20日：直講。閏6月26日：少納言[2]、頭正直講如元
- 文亀3年（1503年） 6月1日：従五位上
- 永正元年（1504年） 3月3日：昇殿[4]
- 永正3年（1506年） 5月20日：正五位下[4]
- 永正7年（1510年） 4月：従四位下[4]
- 永正10年（1513年） 正月14日：従四位上[15]
- 永正13年（1516年） 12月19日：正四位下
- 大永元年（1521年） 4月2日：従三位、去少納言[15]
- 大永2年（1522年） 3月29日：侍従
- 大永6年（1526年） 11月14日：正三位[15]
- 享禄2年（1529年） 2月11日：出家
- 天文19年（1550年） 7月12日：薨去[8]。10月：贈従二位[8]。
- 天文20年（1551年）：贈正二位[8]

## 系譜
『続群書類従』「清原系図」による。
- 養父：清原宗賢
- 父：吉田兼倶
- 母：不詳
- 妻：不詳
- 生母不明の子女
  - 嫡男：清原業賢（良雄に改名）
  - 女子：智慶院 - 三淵晴員後室、細川幽斎母
  - 男子：吉田兼右
  - 男子：等貴 - 相国寺僧侶であったが還俗し牧庵と号した。医術で世に知られた。子孫は旗本舟橋氏
  - 男子：周清 - 僧侶。相国寺恵林院南豊軒主
  - 男子：周康 - 僧侶。吉田山神光院。早世
  - 男子：飯川妙佐 - 姓は飯河とも。後に甥の細川幽斎に属し長岡姓を称した。諱は秋共、号一両斎妙佐、治部少輔。能楽家、書家（大師流藤木敦直の師）
  - 男子：寿信 - 僧侶。吉田山神恩院。早世

尊卑分脈によれば、幕府奉行人清貞春（筑後守）の養子清総昌（清四郎）は宣賢の子。また「吉田船橋家譜」によれば、上記の妙佐はこの清四郎の子とする。